# Głogów (district)
Głogów (Pools: powiat głogowski) is een Pools district (powiat) in de woiwodschap Neder-Silezië. Het district heeft een oppervlakte van 443,06 km² en telt 90.222 inwoners (2014).

## Gemeenten
- Głogów (Glogau) - stadsgemeente
- Głogów - landgemeente
- Jerzmanowa (Hermsdorf) - landgemeente
- Kotla (Kuttlau) - landgemeente
- Pęcław (Puschlau) - landgemeente
- Żukowice (Herrndorf) - landgemeente

Stadsdistricten:
Wrocław · Jelenia Góra · Legnica · Wałbrzych

Districten:
Bolesławiec · Dzierżoniów · Głogów · Góra · Jawor · Kamienna Góra · Karkonosze · Kłodzko · Legnica · Lubań · Lubin · Lwówek Śląski · Milicz · Oleśnica · Oława · Polkowice · Środa Śląska · Strzelin · Świdnica · Trzebnica · Wałbrzych · Wołów · Wrocław · Ząbkowice Śląskie · Zgorzelec · Złotoryja

Grootste steden:
Bielawa · Bolesławiec · Dzierżoniów · Głogów · Jelenia Góra · Legnica · Lubin · Oleśnica · Świdnica · Wałbrzych · Wrocław · Zgorzelec